# Beta-syntaza cystationinowa

Reakcja syntazy β-cystationinowej.

β-Syntaza cystationinowa (β-cystathionine synthase, CBS, EC 4.2.1.22) to enzym katalizujący reakcję pirydoksynozależnego przekształcenia  homocysteiny i seryny w cystationinę. Białko enzymu ma trzy podjednostki i domenę hemową. Reakcja katalizowana przez CBS jest allosterycznie regulowana przez m.in. S-adenozylo-L-metioninę (adoMet). Mutacje w genie CBS leżącym na chromosomie 21 w locus 21q22.3 kodującym białko enzymu powodują niedobór czynnego białka i jego niską aktywność, objawiające się klinicznie jako homocystynuria.